# Jalmenus lithochroa
Jalmenus lithochroa är en fjärilsart som beskrevs av Waterhouse 1903. Jalmenus lithochroa ingår i släktet Jalmenus och familjen juvelvingar. Inga underarter finns listade i Catalogue of Life.

## Bildgalleri

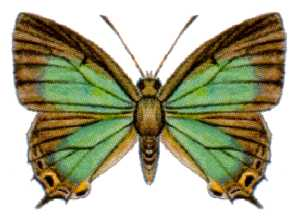